# 大红城乡
大红城乡，是中华人民共和国内蒙古自治区呼和浩特市和林格尔县下辖的一个乡镇级行政单位。

## 行政区划
大红城乡下辖以下地区：
大红城村、小红城村、三支树村、红山口村、小缸房村、向阳沟村、榆树沟村、郑家叁号村、樊家十五号村、王家二十号村、苗家二十九号村、张家四十一号村、新红村、榆树梁村、白其窑村、庙沟村、骆驼沟村、水泉村、三道营村和马家夭村。